# Anna Konanykhina
Anna Aleksandrovna Konanykhina (en russe : Анна Александровна Конаныхина), née le 10 septembre 2004, est une plongeuse russe.

## Biographie
En 2021, Anna Konanykhina remporte la médaille d'or dans l'épreuve féminine de haut-vol à 10 m aux Championnats d'Europe aquatiques de 2020 à Budapest,.
En août 2021, elle participe à l'épreuve féminine de haut-vol à 10 m aux Jeux olympiques d'été de 2020 à Tokyo.

## Palmarès

### Championnats du monde
- Championnats du monde 2025 à Singapour :
  -  Médaille de bronze de la plateforme à 10 m synchronisé mixte (avec Aleksandr Bondar).

### Championnats d'Europe
- Championnats d'Europe 2020 à Budapest :
  -  Médaille d'or de la plateforme à 10 m.